# Concerto for Group and Orchestra
Albums de Deep Purple
Deep Purple
(1969) In Rock
(1970)
Albums de Jon Lord
To Notice Such Things
(2010)
Le Concerto for Group and Orchestra, composé par Jon Lord, est un concerto interprété par le groupe de hard rock Deep Purple. Concerto for Group and Orchestra est aussi un album de ce même groupe, enregistré lors d'un concert au Royal Albert Hall avec le Royal Philharmonic Orchestra en 1969 conduit par Malcom Arnold. Un DVD du concert est sorti en 2003. En 2012, Jon Lord réenregistre son concerto dans une version studio, avec des invités tels que Joe Bonamassa ou Bruce Dickinson.

## Historique
C'est Jon Lord, claviériste de Deep Purple, qui compose ce concerto, très rapidement pour cause de délai restreint. Lors du concert de 1969 au Royal Albert Hall, le premier avec les deux nouveaux membres, Ian Gillan et Roger Glover, il rencontre un grand succès qui fait aussi celui du groupe, malgré les nombreuses erreurs et fausses notes de l'orchestre, compensées par l'excellente interprétation du combo. 
Chris Welch, journaliste incontournable au célèbre Melody Maker en donne une critique plutôt élogieuse :

« Jon Lord et Malcolm Arnold ont présenté la collaboration la plus fructueuse entre un groupe de pop et un orchestre lors de leur concert au Royal Albert Hall, la semaine dernière. Œuvre de l'organiste Jon Lord, le Concerto pour groupe et orchestre, est une pièce inventive, sans doute la pièce la plus avancée du point de vue de l'écriture produite par un musicien pop. La structure est en trois mouvements, le premier représentant le groupe et l'orchestre en conflit et les deux autres comme des alliés. [...] Jon a beaucoup joué de fins solos d'orgue et, avec l'orchestre, il y avait toute une masse de couleurs sonores et d'émotions à absorber. Le public, qui semblait avoir
une affinité avec ces belles personnes - plutôt hippies classiques - a répondu par une ovation massive et a exigé un rappel. »

— Chris Welsch, Melody Maker, 4 octobre 1969
Le concerto  sera rejoué par la mark II à Vienne, à Zurich, et le 15 aout 1970, à l'Hollywood Bowl de Los Angeles.
Aux États-Unis, où l'album sort en premier, il atteint la 149e place du Billboard 200. Au Royaume-Uni, il se classe à la 26e place et à la 22e place en Allemagne. Les éditions originales américaines de cet album sont rares, le label Tetragrammaton ayant fait faillite au même moment. L'album est réédité l'année suivante par Warner Bros.
En 1999, le groupe veut réinterpréter ce concerto pour fêter ses 30 ans. Mais toutes les partitions sont perdues depuis le concert de 1970. Avec l'aide de Marco de Goeij, un jeune étudiant en musique néerlandais, Jon peut retranscrire les partitions, en apportant quelques modifications et simplifications (en particulier dans le troisième mouvement). Le Concerto est donc rejoué au Royal Albert Hall, le 25 et 26 septembre 1999, avec Steve Morse à la guitare, et le London Symphony Orchestra dirigé par Paul Mann. Cette fois-ci, l'interprétation est parfaite, et le groupe a encore un énorme succès. Ce concert est enregistré et une partie est immortalisée sur l'album Live at the Royal Albert Hall, sorti en 2000.
En 2012, bien que rongé par un cancer du pancréas, Jon Lord réenregistre une version studio. À côté de lui-même à l'orgue Hammond, apparaissent les guitaristes Darin Vasilev, Joe Bonamassa et Steve Morse (un par mouvement), les chanteurs Steve Balsamo, Kasia Łaska et Bruce Dickinson (2e mouvement), le bassiste Guy Pratt (Pink Floyd, Madonna) et le batteur Brett Morgan (Jon Anderson, Sting). Le chef d'orchestre de la version de 1969, Sir Malcolm Arnold étant décédé en 2006, le Royal Liverpool Philharmonic Orchestra y est dirigé par Paul Mann qui dirigeait déjà l'orchestre de la version du concerto rejouée en 1999 par Deep Purple. Jon Lord peut entendre le master final de la nouvelle version de son concerto, mais il ne verra pas la sortie de l'album en octobre, car il meurt le 16 juillet 2012 d'une embolie pulmonaire à la London Clinic, peu après son 71e anniversaire.

## Le concerto

### 1. Allegro Moderato (sol mineur)
La mesure du mouvement est binaire du début à la fin. L'introduction orchestrale est longue (7 min 35), entamée par le thème de la clarinette, ponctué par les bois et accompagné par les trémolos des cordes. Après cette introduction assez agitée, le groupe fait son entrée, d'abord brièvement accompagné par l'orchestre, puis seul, avec improvisation de guitare (qui débute après le court solo de basse ; avant, la partie de guitare est écrite). Puis un bref échange entre groupe et orchestre, puis l'orchestre joue à nouveau seul pendant environ deux minutes. Le groupe reprend le relais en jouant seul, avec improvisation de l'orgue. Suit un court relais de solos, puis un long solo de guitare. Un extrait de l'introduction est ensuite repris par l'orchestre, et le mouvement se termine par un finale éclatant, où le groupe et l'orchestre dialoguent en se donnant la parole de plus en plus souvent. La fin est un martèlement inégal, par l'orchestre et le groupe, du même accord (sol si♭ ré mi) quinze fois, et le finale crescendo typique du rock et du blues.

### 2. Andante
C'est le plus long des mouvements, et c'est le seul dans lequel le chant intervient, dans une mesure à 5/4.

### 3. Vivace-Presto (mi mineur)
Dans ce mouvement le xylophone et la caisse claire ont un rôle prépondérant. Le mouvement est d'abord à 6/8, avec brève introduction orchestrale (1 minute environ), puis arrivée de la batterie, qui accompagne d'abord l'orchestre, puis introduit l'entrée (courte) du groupe. Suit un passage à l'orchestre, puis entrée de la guitare, accompagnée par les cordes en croches staccato. Ensuite l'orgue joue le même thème, accompagnée par la batterie, la basse et les cordes. Bref passage de l'orchestre, où les duolets nous donne rapidement une impression de 2/4, mais le ternaire reprend aussitôt après, quand la guitare, puis le reste du groupe jouent accompagnés des cordes en croches staccato et un rythme très entraînant des bois (deux croches, demi-soupir, deux croches, demi-soupir, demi-soupir, croche, demi-soupir, croche, soupir). Puis improvisation de l'orgue, et passage orchestral en croches pour les cordes, et brefs accords pour les bois et le xylophone. Le caractère s'agite, puis on retrouve brièvement le groupe. Ensuite, solo de batterie. Puis reprise du tempo aux percussions, aux timbales et à la batterie, et passage orchestral, dans lequel la mesure passe de 6/8 à 2/4 (trois croches = deux croches). Thème à la guitare, accompagnée par le reste du groupe et les cordes, puis passage orchestral avec d'abord un ostinato rapide des cordes et flûtes en doubles croches (+ cuivres), puis un ostinato des cordes graves et des timbales en croches (sur mi) accompagnant un thème saccadé aux flûtes, à la caisse claire et au xylophone. Il débouche sur le point culminant du mouvement, joué uniquement par l'orchestre, puis crescendo jusqu'à la dernière intervention du groupe, accompagné par l'orchestre. Puis une fin éclatante à l'orchestre, ponctuée par les cymbales, et le dernier accord, introduit par les cors et le xylophone, est joué par le groupe et l'orchestre.

## Titres

### Deep Purple: version originale

#### 1969 (LP)
1. First Movement: Moderato-Allegro (Lord) – 19:05
2. Second Movement: Andante  (Lord , Gillan) – 19:00
3. Third Movement: Vivace-Presto (Lord) – 15:24

#### Réédition de 1990 (CD)
1. Wring That Neck (Blackmore, Lord, Paice, Simper) – 12:50
2. Child in Time (Blackmore, Gillan, Glover, Lord, Paice) – 12:27
3. Concerto For Group & Orchestra - First Movement: Moderato-Allegro (Lord) – 19:05
4. Concerto For Group & Orchestra - Second Movement: Andante  (Lord , Gillan) – 19:00
5. Concerto For Group & Orchestra - Third Movement: Vivace-Presto (Lord) – 15:24

#### Réédition de 2002 (CD)
1. Intro – 3:27
2. Hush (Joe South) – 4:40
3. Wring That Neck (Blackmore, Lord, Paice, Simper) – 13:23
4. Child in Time (Blackmore, Gillan, Glover, Lord, Paice) – 12:02
5. Concerto For Group & Orchestra - First Movement: Moderato-Allegro (Lord) – 19:21
6. Concerto For Group & Orchestra - Second Movement: Andante  (Lord , Gillan) – 19:11
7. Concerto For Group & Orchestra - Third Movement: Vivace-Presto (Lord) – 13:08
8. Concerto For Group & Orchestra - Encore: Third Movement: Vivace-Presto (Part) – 5:52

### Deep Purple: version de 1999 (CD)
1. Pictured Within (Lord) — 8:38
2. Wait A While (Lord, Brown) — 6:44
3. Sitting In A Dream (Glover) — 4:01
4. Love Is All (Glover, Hardin) — 4:40
5. Via Miami (Gillan, Glover) — 4:52
6. That's Why God Is Singing The Blues (Corbett) — 4:03
7. Take It Off The Top (Morse) — 4:43
8. Wring That Neck (Blackmore, Lord, Paice, Simper) — 4:38
9. Pictures Of Home (Blackmore, Gillan, Glover, Lord, Paice) — 9:28
10. Concerto For Group And Orchestra - First Movement: Moderato-Allegro  (Lord) — 17:04
11. Concerto For Group And Orchestra - Second Movement: Andante  (Lord, Gillan) — 19:44
12. Concerto For Group And Orchestra - Third Movement: Vivace-Presto  (Lord) — 13:29
13. Ted The Mechanic (Gillan, Glover, Lord, Morse, Paice) — 4:51
14. Watching The Sky (Gillan, Glover, Lord, Morse, Paice) — 5:38
15. Sometimes I Feel Like Screaming (Gillan, Glover, Lord, Morse, Paice) — 7:45
16. Smoke On The Water (Blackmore, Gillan, Glover, Lord, Paice) — 6:47

### Jon Lord: version studio de 2012 (CD)
1. First Movement: Moderato-Allegro (Lord) – 16:21
2. Second Movement: Andante  (Lord, Gillan) – 19:34
3. Third Movement: Vivace-Presto (Lord) – 10:50

## Musiciens

### 1969 (Deep Purple)
- Le Royal Philharmonic Orchestra dirigé par Malcolm Arnold
- Ritchie Blackmore : guitare
- Ian Gillan : chant  (uniquement sur le 2e mvt)
- Roger Glover : basse
- Jon Lord : orgue Hammond
- Ian Paice : batterie

### 1999 (Deep Purple)
- Le London Symphony Orchestra dirigé par Paul Mann
- Ian Gillan : chant (uniquement sur le 2e mvt)
- Steve Morse : guitare
- Roger Glover : basse
- Jon Lord : orgue Hammond
- Ian Paice : batterie

### 2012 (Jon Lord)
- Le Royal Liverpool Philharmonic Orchestra dirigé par Paul Mann
- Jon Lord : orgue Hammond

- Darin Vasilev : guitare (1er mouvement)
- Joe Bonamassa : guitare (2e mouvement)
- Steve Morse : guitare (3e mouvement)
- Steve Balsamo : chant (2e mouvement)
- Kasia Laska : chant (2e mouvement)
- Bruce Dickinson : chant (2e mouvement)
- Guy Pratt : basse
- Brett Morgan : batterie

## Charts
| Pays        | Durée du classement | Meilleur classement |
| ----------- | ------------------- | ------------------- |
| Allemagne   | 3 semaines          | 22e                 |
| États-Unis  | 8 semaines          | 149e                |
| Royaume-Uni | 4 semaines          | 26e                 |